# Sojuz TM-12
Sojuz TM-12 je označení sovětské kosmické lodi, ve které odstartovala mise k sovětské kosmické stanici Mir. Byla to 12. expedice k Miru. Helen Sharmanová byla první Angličankou ve vesmíru.

## Posádka

### Startovali
- Anatolij Arcebarskij (1)
- Sergej Krikaljov (2)
- Helen Sharmanová (1)

### Přistáli
- Anatolij Arcebarskij (1)
- Toktar Aubakirov (1)
- Franz Viehböck (1) Rakouská kosmická agentura

V závorkách je uveden dosavadní počet letů do vesmíru včetně této mise.